# Mala santa (singolo)
Mala santa è un singolo della cantante statunitense Becky G, pubblicato il 13 marzo 2020 come quinto estratto dal primo album in studio omonimo.

## Promozione
Becky G ha eseguito Mala santa per la prima volta durante un medley dei suoi singoli più celebri alla quinta edizione dei Latin American Music Award.

## Video musicale
Il video musicale, reso disponibile l'11 ottobre 2019, è stato diretto da Daniel Duran e Pedro Araújo.

## Tracce
Testi e musiche di Rebbeca Marie Gomez, Luian Malavé Nieves, Edgar Semper, Xavier Semper, Kedin Maisonet e Pablo C. Fuentes.
1. Mala santa – 2:57

## Formazione
- Becky G – voce
- BF – produzione
- DJ Luian – produzione
- JOWNY – produzione
- Mambo Kingz – produzione
- Carlos A. Molina – produzione vocale, registrazione
- Dave Kutch – mastering
- Niko Marzouca – missaggio
- Robert Marks – missaggio

## Classifiche

### Classifiche settimanali
| Classifica (2019-20) | Posizione massima |
| -------------------- | ----------------- |
| Argentina            | 90                |
| Italia               | 63                |
| Romania              | 12                |
| Spagna               | 68                |

### Classifiche di fine anno
| Classifica (2020) | Posizione |
| ----------------- | --------- |
| Romania           | 11        |